# دينغ جي
دينغ جي (بالصينية: 丁捷) (29 أبريل 1987 في الصين - ) هو لاعب كرة قدم صيني في مركز الوسط. لعب مع نادي تشونغتشينغ ليانغجيانغ وLiaoning F.C. ‏.

## وصلات خارجية
- دينغ جي على موقع قاعدة بيانات كرة القدم.إي يو (الإنجليزية)
- دينغ جي على موقع Soccerway.com (الإنجليزية)